# Aframax
Aframax je naziv za vrstu tankera za prijevoz nafte i naftnih derivata kao što je teško ulje. Izraz je baziran prema Average Freight Rate Assessment (AFRA), sustavu rangiranja tankera koji je izmislila kompanija Shell Oil radi standardiziranja trgovinskih ugovora u brodarstvu. Tankeri klase aframax nosivosti su od 80.000 do 110.000-120.000 dwt
Rangiranje po veličini aframax uvedeno je zbog toga što su uvedena ograničenja veličina tankera koji smiju uplovljavati u određene vode zbog problema koji su se pojavljivali kad su vrlo veliki tankeri plovili morskim rutama vrlo prometnim morskim rutama.
Aframax je vrsta broda koja je najidealniju po veličinu u ovoj kategoriji prema stanju koje vlada u datom trenutku na tržištu. Zbog toga ovi su brodovi najisplativiji. Ova vrsta tankera opslužuje većinu svjetskih luka. Prednost je što mogu uploviti u krajeve koji nemaju vrlo velike luke niti velike naftne terminale udaljene od obale koji mogu primiti vrlo velike (supertankere, VVLC) i krajnje velike (mamut-tankere, ULCC) tankere za prijevoz nafte. 
Aframaxi su optimalne veličine za mali i srednje veliki prijevoz nafte. Ubrajamo ih u tankere srednje tonaže. Zbog toga se njima služe države koje su male i srednje velike izvoznice nafte, dok se velike izvoznice nafte na Bliskom Istoku služe vrlo velikim vrstama tankera. Nalazimo ih kako plove uglavnom od južnoameričkih izvoznih luka do zaljevske regije SAD preko Kariba, od sjevernoafričkih izvoznih luka do južne Europe preko Sredozemnog mora, iz izvoznih luka bivših sovjetskih republika do sjeverne Europe preko Crnog mora i Sjevernog mora te iz izvozničkih luka jugoistočne Azije prema lukama Dalekog Istoka.
Prosječni kapacitet tankera razreda aframax je približno 750.000 barela. S obzirom na to da služe za prijevoz sirove nafte, ponekad ih se naziva "prljavim tankerima".